# Mengli II Giray
Mengli II Giray (mort le 31 décembre 1739) est un khan de Crimée ayant régné de 1724 à 1730 et de 1737 à 1739.

## Origine
Mengli II Giray est le cinquième fils de Sélim Ier Giray.

## Règne
Mengli II Giray devient kalgay (i.e. premier héritier) pendant les premier et second règnes de son frère Qaplan Ier Giray.
Il occupe ensuite le trône à deux reprises, d'octobre 1724 à octobre/novembre 1730 après l'expulsion de Saadet IV Giray, puis d'août 1737 après la destitution de Fetih II Giray à sa mort le 31 décembre 1739.
Sous son second règne, le traité de Belgrade met fin à la guerre russo-turque de 1735-1739.